# مكتبة نعمة يافث التذكارية

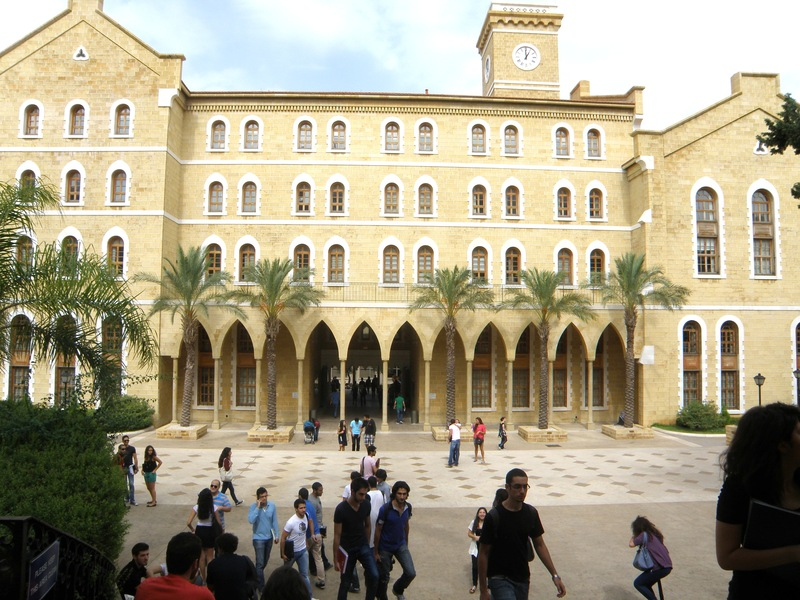

مكتبة يافث التذكارية - مكتبة تقع في الجامعة الأمريكية ببيروت (لبنان) ، سميت بذلك نسبة إلي رجل الأعمال اللبناني "نعمة يافث" بعدما تبرعت أسرته بالمال لإنشاء هذه المكتبة. ومكتبة بافث التذكارية تمثل العمود الفقري لمكتبة الجامعة الأمريكية في بيروت ، وهي في الأساس كانت مكتبة خاصة يمتلكها نعمة يافث والتي ضمت حوالي (40) ألف كتاب، حتى أن الجامعة أطلقت اسمه على مكتبتها المركزية امتناناً لهذه الهدية السخية.
ومن الأخبار اللفتة للنظر عن مكتبة يافث التذكارية ، تلك الخدمة التي أعتمدتها لأول مرة في تاريخ الجامعات في لبنان(2011م) وربما في العالم العربي، فقد فتحت مكتبة يافث في الجامعة الأمريكية في بيروت أبوابها 24 ساعة في اليوم، وطيلة أيام الأسبوع بما فيه يومي السبت والأحد، لمواكبة الطلاب خلال فترة المراجعة والامتحانات النهائية. وآان الهدف هو تزويد الطلاب ببيئة مريحة، وسهلة الوصول، وهادئة ومن شأنها أن تسّهل عليهم الدراسة والبحث، ومساعدتهم على الأداء بشكل أفضل في امتحاناتهم النهائية للفصل الدراسي.

## عن المكتبة.
تقع مكتبة يافث خلف قاعة الكلية، وهو المبنى المواجه للبوابة الرئيسية للجامعة الأميركية في بيروت. ويتم الوصول إليها عن طريق استخدم المدخل الرئيس في الطابق الأرضي. يضم الطابق الأرضي مكتب الإعارة، ومكتب خدمات البحوث والتعليم، ومكتب المراجع، وقاعة القراءة المرجعية، وقاعة قراءة الميكروفيلم، ومختبر الحاسب الآلي، والعديد من المكاتب الإدارية. يشتمل الطابق الأرضي أيضًا على مصعدين: أحدهما يوفر للمستخدمين إمكانية الوصول إلى غرفة القراءة الاحتياطية، والفصول الإلكترونية، ودورات المياه ، وقسم المحفوظات والمجموعات الخاصة.

## جانب من مقتنيات المكتبة.
تضم مكتبة يافث التذكارية مجموعة هائلة من الأعمال الأدبية والعلمية ولتي نذكر منها علي سبيل المثال:
- الارشيف الموسيقي الخاص بالفنان الراحل "زكي ناصيف" والذي درس الموسيقي في المعهد الموسيقي بالجامعة الأمريكية ببيروت،  ويتألف هذا الأرشيف من ألف ومئة (1100) مقطوعة موسيقية بعدما تنازل عنها ورثته لصالح الجامعة الأمريكية ببيروت 2008م والتي قامت بدورها في ايداعها بمكتبة يافث التذكارية.[9]
- أرشيف وأعمال الدكتور " وليد غلمية" المؤلف والقائد الأوركسترالي وأحد أيقونات الموسيقي في لبنان وخريج الجامعة الأمريكية في الرياضيات بعدما تبرعت زوجته بهذا الإرث الثقافي للجامعة،  والتي قامت بدورها بحفظ هذه المجموعة في قسم المحفوظات والمجموعات الخاصة في مكتبة يافث التذكارية في الجامعة.[10]